# Taião
Taião ist ein Ort und eine ehemalige Gemeinde (Freguesia) im nordportugiesischen Kreis Valença der Unterregion Minho-Lima. Die Gemeinde hatte 153 Einwohner (Stand 30. Juni 2011).
Am 29. September 2013 wurden die Gemeinden Taião und Gandra zur neuen Gemeinde União das Freguesias de Gandra e Taião zusammengeschlossen.